# 清掃工場

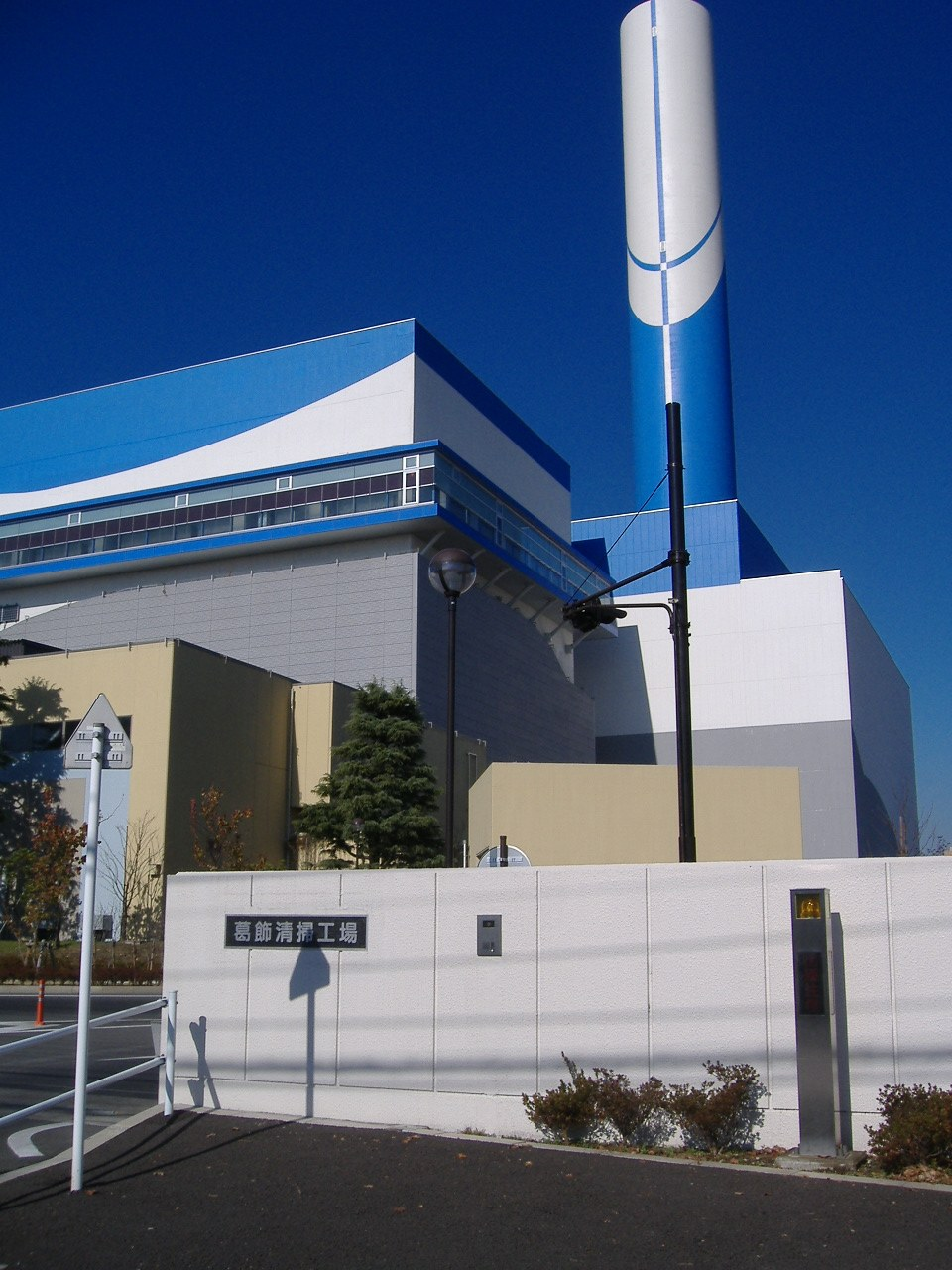
日本の清掃工場（東京・葛飾清掃工場）

清掃工場（せいそうこうじょう）は、リサイクル可能な資源の分別・可燃ごみの焼却処理・残渣の無害化処理などを行う施設である。生ごみの堆肥化施設や下水処理場の汚泥処理施設を併設することもある。ごみ処理施設、ごみ焼却施設、クリーンセンター、清掃センター、環境美化センターなど自治体によって呼称はまちまちである。
また、焼却熱を利用した自家発電装置を備え、災害時の避難所としての機能や日常的な地域防災拠点としての集会施設、研修室や体育館を備えてさまざまな市民イベントが開催されるクリーンセンター（今治タイプ）も生まれている。
世界的には清掃工場はすべての地域に存在するわけではない（例えばサンフランシスコにはごみを焼却する清掃工場がなく、ごみはリサイクル、コンポスト、埋め立ての3種のみである）。

## 清掃工場の工程
工場全体の管理は中央制御室で行われ、焼却工程の作業員は数名程度であるが、リサイクルの工程は手作業が多い。
- 収集車でごみを運び込み、破砕・分別などの初期処理をした後、処分方法別にごみバンカーに投入する。
- 粗大ごみは、破砕機による破砕処理が行われた後、各工程に送られる。
- 焼却処分ごみは、発熱量などのごみ質を一定にするためクレーンによる攪拌を行った後、焼却炉への搬送設備へクレーンで投入する。
- リサイクルされるものは、異物を取り除いた後、種類ごとに圧縮梱包される。
- 埋め立て処分される不燃ごみは、体積を小さくするため破砕処理されることが多い。
- 各工程から排出される残渣は、サーマルオキシダイザーなどの無害化装置で無害化・安定化処理された後、最終処分場で埋め立て処分される。近年は残渣物を更に高温で加熱して、建設資材等に再利用できる砂状の溶融スラグにする灰溶融炉を併設している清掃工場が建設されている。
- 各工程から排出される汚水は、浄化された後、焼却炉内に冷却水として吹き込まれて処分される方式が、1980年代より一般的となっている。
- 分別収集への市民の協力が行われないと、水分や搬入不適物の影響で、ごみ質が安定せず、安定した操業が不可能である。
- 廃熱を用いて、温水プールなどの温水供給や発電（サーマルリサイクル)を行っているところもある。

廃棄物発電施設のあるクリーンセンターの工程　（今治市クリーンセンター）　　
中央制御室にて、可燃ごみ施設・リサイクルセンターの運転状況を監視し、集中制御する。監視モニターを用い施設内のすべての機器の運転状況を把握する。
- 可燃ごみ施設（廃棄物発電施設）
  1. 収集車で可燃ごみとして集められたごみをプラットホームから投入する。
  2. 可燃ごみピットにて一時保管。クレーンで可燃物をかきまぜて均一化した後、焼却炉内に投入する。
  3. 投入されたごみは、火格子の上で移動しながら、乾燥・焼却しながら灰になる。
  4. ボイラにてごみを焼却したときに発生する熱を利用して蒸気を作る。
  5. 濾過式集塵機にて、ごみを燃やした時に発生する排ガス中に含まれるばいじんや硫黄酸化物、塩化水素、ダイオキシン類等の有害物質を除去する。排ガスは、排ガス再加熱器、脱硝反応塔、誘引通風機を経たのち煙突を通って外部に排出される。排ガスの法令基準値よりも厳しい自主基準値を適用することが可能となっている。
  6. 蒸気タービン発電機にてボイラで発生した蒸気を利用して、発電を行い、クリーンセンター内等で利用するほか、余った電力は売電する。
  7. 蒸気復水器にて蒸気タービン発電機から排気された蒸気を水に戻し、再びボイラ水として利用する。
  8. 焼却灰は貯留バンカからセメント工場に、飛灰処理物は貯留バンカから最終処分場に移す。
- リサイクルセンター（不燃ごみ・粗大ごみ）
  1. 収集車で不燃ごみとして集められたごみをプラットホームから不燃ごみピットに投入する。
  2. 不燃ごみ手選別コンベアにて、不燃物に混入した危険物や不適物を人の手で取り除く。そののち粗大ごみ受け入れヤードから粗大ごみをコンベアに供給する。
  3. 低速回転破砕機にて、コンベアにて運ばれた不燃ごみと粗大ごみを粗く砕く。
  4. 高速回転粉砕にて、粗く粉砕された状態の不燃ごみと粗大ごみをさらに細かく砕く。
  5. 磁力選別機にて、細かく砕かれた不燃ごみと粗大ごみの中から鉄類を選別し。回収する。
  6. 粒度選別機にて、鉄類を回収した不燃ごみと粗大ごみをふるいにかけて、不燃物とアルミ類を含んだ可燃物に選別する。
  7. アルミ選別機にて、可燃物の中からアルミ類を選別し、回収する。
  8. 鉄類・アルミ類は貯留ヤードから回収業者に、可燃残渣は可燃ごみ施設のごみピットに、不燃残渣は貯留バンカから最終処分場に移す。
- リサイクルセンター（プラスチック製容器梱包）
  1. 収集車でプラスチックごみとして集められた白色トレイ以外のプラスチック製の容器や包装をプラットホームから投入する。
  2. プラスチック製容器包装手選別コンベアにて、プラスチック製容器包装に混入した汚れた容器や包装や異物を、人の手で取り除く。
  3. プラスチック製容器包装圧縮・梱包機にて、異物を取り除いた後のプラスチック製容器包装を圧縮・梱包する。
  4. 梱包されたプラスチック製容器包装はストックヤードからリサイクル事業者に、可燃残渣は可燃ごみ施設のごみピットに、不燃残渣はリサイクルセンターの不燃ごみピットに移す。

## 水銀を含む廃棄物の不適切処理

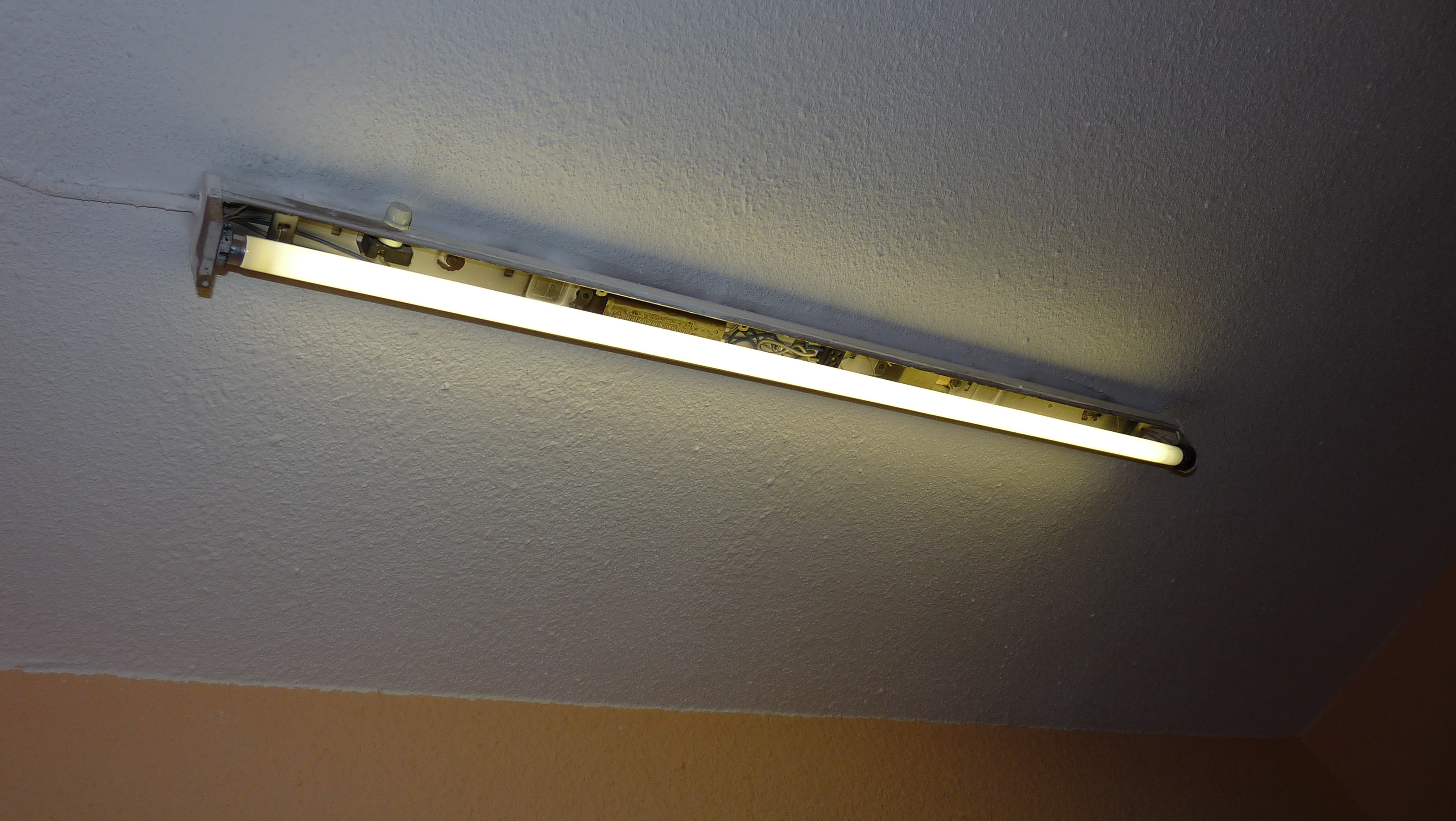
水銀を含むゴミとなる蛍光灯

清掃工場の排気に関して、適正な処理がなされないまま放出され周囲を汚染する事件が多発しており、特に水銀汚染の事例は東京都においては2016年の時点で18回起きている。

## メーカー
- タクマ
- 日立造船
- 三菱重工環境・化学エンジニアリング
- 川崎重工業
- JFEエンジニアリング（旧日本鋼管）
- 神鋼環境ソリューション
- 荏原環境プラント
- 新日鉄住金エンジニアリング
- クボタ
- 川崎技研

## ギャラリーと観光地化
- 大阪広域環境施設組合舞洲工場 - 2001年（平成13年）竣工。建築家フリーデンスライヒ・フンデルトヴァッサーのデザインで、平均見学者数は年間平均1万7000人以上となっている[5]。
- 広島市環境局中工場 - 2004年（平成16年）竣工。建築家の谷口吉生による作品で[6]、映画『ドライブ・マイ・カー』のロケ地ともなった[7]ほか、BCS賞などの建築賞を獲得し観光地となっている[8]。

- 建築家フリーデンスライヒ・フンデルトヴァッサーによるウィーン市ゴミ焼却場
- 大阪広域環境施設組合舞洲工場もフンデルトヴァッサーの作品[9][10]。
- 工事中の武蔵野市クリーンセンター。完成後は、2017年度グッドデザイン賞を受賞した[11]。
- イギリスのCross Green, Leeds（英語版）にあるLeeds Recycling and Energy Recovery Facility
- デンマークの首都コペンハーゲンにあるアマー島に所在するアマーバッケ。屋上はグラススキーが行える斜面となっているなど観光客を誘致する設計となっている[12]。
- イギリス、ジャベリンパーク清掃工場（英語版）